# Ernest Boulanger (homme politique)
Pour les articles homonymes, voir Boulanger (homonymie) et Ernest Boulanger.
Ernest Boulanger est un homme politique français né le 12 octobre 1831 à Nantillois (Meuse) et décédé le 19 octobre 1907 à Paris. Il est notamment sénateur, et ministre des colonies.

## Biographie
Fils de cultivateurs et petit-fils d'un greffier de justice de paix et d'un maréchal-ferrant, Ernest Boulanger devient en décembre 1851 surnuméraire de l'Enregistrement puis gravit les échelons dans l'administration et devient receveur de province puis vérificateur et enfin en 1863 rédacteur dans l'administration centrale. Il est promu sous-chef de bureau en 1869 puis chef en 1877 et enfin directeur Général de l’Enregistrement entre 1883 et 1886. Il est l'auteur de divers ouvrages en matière d'enregistrement et d'hypothèques. 
Sénateur de la Meuse de 1886 à 1907 dans la Gauche démocratique, il participe très activement aux discussions budgétaires. Il est pendant de longues années vice-président de la commission des finances. 
Il est ministre des Colonies, poste nouvellement créé, du 20 mars au 29 mai 1894 dans le gouvernement Jean Casimir-Perier et premier président de la Cour des comptes de 1894 à 1900. Il est également président du conseil d'administration de la compagnie générale des omnibus, de 1890 à 1894 et de 1900 à 1907.

## Ouvrages
- Ernest Boulanger (1831-1907), Étude sur la novation en matière d'enregistrement : précédée d'une introduction historique et du développement de la doctrine romaine., Bar le Duc, N Rolin, 1859 (lire en ligne)
- Ernest Boulanger (1831-1907), Traité pratique et théorique des radiations hypothécaires, Paris (lire en ligne)

## Distinctions
- Commandeur de la Légion d'honneur[1] (23 octobre 1886)
- Officier de la Légion d'honneur (7 juillet 1883)
- Chevalier de la Légion d'honneur (28 juillet 1879)

## Sources
- « Ernest Boulanger (homme politique) », dans Adolphe Robert et Gaston Cougny, Dictionnaire des parlementaires français, Edgar Bourloton, 1889-1891 [détail de l’édition]
- « Ernest Boulanger (homme politique) », dans le Dictionnaire des parlementaires français (1889-1940), sous la direction de Jean Jolly, PUF, 1960 [détail de l’édition]